# 牛奶蛋白過敏
牛奶蛋白過敏（英語：cow's milk protein allergy），是嬰兒期常見的食物過敏之一。
嬰兒期以牛奶為主食，但部分孩子在接觸牛奶後，未成熟的免疫系統會將牛奶中的蛋白質當成有害物質，引發身體作出激烈過敏反應。研究發現，若2%-7%的嬰兒對牛奶蛋白過敏，而部分的孩子在3-5歲後的過敏情況會逐漸消失。

## 成因
接觸牛奶蛋白質後，免疫系統認定為有害物質，迅即產生過敏反應

## 徵狀
- 過敏徵狀都是進食致敏食物後，即時在皮膚、腸道和呼吸道出現的反應
- 腸道的反應可能是肚瀉、嘔吐、腹痛或大便帶血
- 皮膚的反應有機會出現痕癢、出疹、濕疹、雙眼發紅和痕癢
- 呼吸道反應則包括氣喘、嘴唇腫脹、呼吸急速或帶有聲音
- 其中以呼吸道過敏徵狀最為嚴重和危險，必須即時求醫

以上症狀可以在寶寶喝奶後兩小時開始發作，但亦可潛伏長達48小時。某些呼吸道的症狀是十分嚴重和危險的，需要即時求醫。因此，父母不應忽視牛奶蛋白過敏對孩子的影響

## 濕疹可能由牛奶蛋白過敏引起
濕疹不只和天氣或環境有關，這種嬰兒常見的症狀，亦可能由牛奶蛋白敏感所致。只是針對皮膚的護理或未能根治，所以要同時留意孩子的飲食是否含牛奶蛋白。

## 防治
避免進食奶類製品
- 媽媽應避免進食所有奶類食品，但仍可繼續餵哺母乳
- 隨著寶寶長大，膳食組合加入固體食物後，寶寶仍需要持續避免牛奶製品
- 亦有部份幼兒約三歲後可重新接受牛奶製品

以深度水解蛋白低敏配方哺乳
- 深度水解蛋白是專為對牛奶蛋白過敏的嬰兒而特別處理。當中的蛋白質已預先被分解成不會致敏的微細粒子，在進入嬰兒幼嫩的腸胃後，減低引發激烈的過敏反應的機會。[2]